# Drosophila bedicheki
Drosophila bedicheki este o specie de muște din genul Drosophila, familia Drosophilidae, descrisă de Heed și Russell în anul 1971. Conform Catalogue of Life specia Drosophila bedicheki nu are subspecii cunoscute.